# Grundträsket (Piteå socken, Norrbotten, 726958-168004)
Grundträsket är en sjö i Piteå kommun i Norrbotten och ingår i Byskeälvens huvudavrinningsområde. Sjön har en area på 0,381 kvadratkilometer och ligger 344 meter över havet. Grundträsket ligger i Byskeälven Natura 2000-område.

## Delavrinningsområde
Grundträsket ingår i det delavrinningsområde (726829-168061) som SMHI kallar för Utloppet av Stor-Lappträsket. Medelhöjden är 364 meter över havet och ytan är 5,82 kvadratkilometer. Räknas de 19 avrinningsområdena uppströms in blir den ackumulerade arean 228,88 kvadratkilometer. Kilisån (Sikån) som avvattnar avrinningsområdet har biflödesordning 2, vilket innebär att vattnet flödar genom totalt 2 vattendrag innan det når havet efter 132 kilometer. Avrinningsområdet består mestadels av skog (49 procent) och sankmarker (21 procent). Avrinningsområdet har 1,14 kvadratkilometer vattenytor vilket ger det en sjöprocent på 19,6 procent.